# Keijo Manni
Keijo Johannes Manni (* 3. April 1951 in Peräseinäjoki, Südösterbotten) ist ein ehemaliger finnischer Ringer. Er war 1978 Vize-Europameister im griechisch-römischen Stil im Halbschwergewicht.

## Werdegang
Keijo Manni, der Landwirt ist, begann erst mit 16 Jahren beim Sportclub Peräseinäjoen Toive, dem er während seiner ganzen Karriere angehörte, mit dem Ringen. Als Erwachsener startete er bei einer Größe von 1,79 Metern zunächst im Mittelgewicht (bis 82 kg Körpergewicht (KG)), wuchs aber im Laufe seiner Karriere über das Halbschwergewicht (bis 90 kg KG) bis in das Schwergewicht (bis 100 kg KG) hinein. Er war ein gedrungener kraftvoller Ringer, der auf der internationalen Ringermatte den griechisch-römischen Stil bevorzugte, in Finnland aber auch im freien Stil antrat.
Seine erste finnische Meisterschaft gewann Keijo Manni im Jahre 1971 im griech.-röm. Stil im Mittelgewicht. Seinen letzten finnischen Meistertitel erkämpfte er sich 1991. In diesen 20 Jahren gewann er insgesamt 33 finnische Meistertitel, 17 im griech.-röm. Stil und 16 im freien Stil. Er ist damit finnischer Rekordhalter was die Anzahl der gewonnenen finnischen Meistertitel betrifft und übertraf damit sogar den legendären Kustaa Pihlajamäki, der in den 1920er und 1930er Jahren insgesamt 32 finnische Meistertitel gewann.
Auf der internationalen Ringerbühne erschien er erstmals im Jahre 1973. Er belegte dabei in Helsinki bei der Europameisterschaft im griech.-röm. Stil im Mittelgewicht mit vier Siegen den dritten Platz und gewann damit gleich eine EM-Bronzemedaille.
Bis 1981 startete er dann regelmäßig bei den Welt- und Europameisterschaften und war auch bei den Olympischen Spielen 1976 in Montreal und 1980 in Moskau am Start. In diesen Jahren gewann er aber nur mehr eine internationale Medaille. Bei der Europameisterschaft 1978 in Oslo kam er im Halbschwergewicht nach Siegen über so renommierte Ringer wie Georgios Pozidis, Griechenland, Darko Nišavić, Jugoslawien, Georgi Petkow, Bulgarien, Aslan Aslan, Türkei und Petre Dicu, Rumänien und einer Niederlage gegen Frank Andersson aus Schweden auf den Silbermedaillenplatz.
Bei den Olympischen Spielen 1976 in Montreal belegte er sowohl im griech.-röm. Stil als auch im freien Stil im Halbschwergewicht jeweils den 9. Platz, während er bei den Olympischen Spielen 1980 in Moskau im griech.-röm. Stil in der gleichen Gewichtsklasse den 12. Platz belegte.
Bei der Europameisterschaft 1981 in Göteborg verpasste Keijo Manni im Halbschwergewicht, griech.-röm. Stil, mit einem vierten Platz knapp eine Medaille. Er besiegte dabei mit Franz Pietschmann aus Österreich und Atanas Komtschew aus Bulgarien sehr starke Ringer und verlor nur gegen Olympiasieger Norbert Növényi aus Ungarn und Thomas Horschel aus der DDR.
Nach einer sechsjährigen Pause trat Keijo Manni im Jahre 1987 wieder bei der Europameisterschaft in Tampere an und erreichte dort einen guten 6. Platz im Schwergewicht. Auch bei der Europameisterschaft 1989 in Oulu startete er im Schwergewicht und erreichte den 8. Platz. Schließlich versuchte er sich als 43-Jähriger  noch einmal bei der Weltmeisterschaft in Tampere, blieb dort im Schwergewicht sieglos und kam nur auf den 19. Platz.
Danach beendete er seine Ringerlaufbahn endgültig.

## Internationale Erfolge
OS = Olympische Spiele, WM = Weltmeisterschaft, EM = Europameisterschaft || Gewichtsklasse
| Jahr | Platz | Wettbewerb                            | Gewichtsklasse | Ergebnisse |
| 1973 | 1.    | Nordische Meisterschaft               | Halbschwer     | vor L.E. Nilsson, Schweden u. A. Joneson, Norwegen |
| 1973 | 3.    | EM in Helsinki                        | Mittel         | mit Siegen über Istvan Nagy, Ungarn, Santiago Morales, Spanien, Jean-Marie Chardonnes, Schweiz u. Marian Czardybon, Polen u. Niederlagen gegen Dimitar Iwanow, Bulgarien u. Leif Andersson, Schweden         |
| 1973 | 12.   | WM in Teheran                         | Mittel         | nach Niederlagen gegen Olteanu Staicu, Rumänien u. Leonid Liberman, UdSSR |
| 1974 | 8.    | EM in Madrid                          | Mittel         | nach Niederlagen gegen Jan Stawowski, Polen u. André Bouchoule, Frankreich |
| 1975 | 6.    | EM in Ludwigshafen am Rhein           | Halbschwer     | mit einem Sieg über Allan Karing, Dänemark u. Niederlagen gegen Czesław Kwieciński, Polen u. Georgi Petkow, Bulgarien                                                                                        |
| 1975 | 7.    | WM in Minsk                           | Mittel         | mit einem Sieg über Apostolos Mersiakaris, Griechenland u. Niederlagen gegen Csaba Hegedűs, Ungarn u. Herbert Götze, DDR                                                                                     |
| 1976 | 6.    | EM in Leningrad                       | Mittel         | mit Siegen über Leif Andersson, André Bouchoule u. Jan Stawowski u. Niederlagen gegen Iwan Kolew, Bulgarien u. Wladimir Tscheboksarow, UdSSR                                                                 |
| 1976 | 9.    | OS in Montreal                        | Mittel         | mit einem Sieg über Giuseppe Vitucci, Italien u. einem Unentschieden gegen Adam Ostrowski, Polen u. Niederlagen gegen Wladimir Tscheboksarow u. Kazuhiro Takanishi, Japan                                    |
| 1976 | 9.    | OS in Montreal                        | Halbschwer     | mit Siegen über Salah Ud-Din, Pakistan u. Dashdorj Tserentogtoh, Mongolei u. Niederlagen gegen Pawel Kurczewski, Polen und Schukri Ljutwiew, Bulgarien (freier Stil)                                         |
| 1977 | 3.    | Großer Preis der BRD in Aschaffenburg | Halbschwer     | hinter Wladimir Iwascheschkin u. Waleri Resanzew, bde. UdSSR, vor Petre Dicu, Rumänien u. Pedro Pawlidis, Deutschland                                                                                        |
| 1977 | 11.   | WM in Göteborg                        | Mittel         | nach Niederlagen gegen Franz Pietschmann, Österreich u. Wladimir Tscheboksarow |
| 1978 | 2.    | Klippan-Turnier                       | Halbschwer     | hinter Igor Kanygin, UdSSR, vor Frank Andersson, Schweden |
| 1978 | 2.    | EM in Oslo                            | Halbschwer     | mit Siegen über Georgios Pozidis, Griechenland, Santiago Morales, Spanien, Darko Nišavić, Jugoslawien, Georgi Petkow, Bulgarien, Aslan Aslan, Türkei u. Petre Dicu u. einer Niederlage gegen Frank Andersson |
| 1978 | 11.   | WM in Mexiko-Stadt                    | Halbschwer     | nach Niederlagen gegen Pedro Pawlidis u. Wiktor Awdyschew, UdSSR |
| 1979 | 3.    | Klippan-Turnier                       | Halbschwer     | hinter Frank Andersson u. Airapet Minassjan, UdSSR, vor Christer Gulldén u. Sören Claesson, bde. Schweden |
| 1979 | 10.   | EM in Bukarest                        | Halbschwer     | nach Niederlagen gegen Airapet Minassjan u. Frank Andersson |
| 1979 | 11.   | WM in San Diego                       | Halbschwer     | nach Niederlagen gegen Jose Poll, Kolumbien u. Frank Andersson |
| 1980 | 2.    | Turnier in Västerås                   | Halbschwer     | hinter Wladimir Nezojew, UdSSR, vor Norbert Növényi, Ungarn |
| 1980 | 2.    | Klippan-Turnier                       | Halbschwer     | hinter Sergei Golubowitsch, UdSSR, vor Frank Andersson |
| 1980 | 1.    | TUL-Turnier in Helsinki               | Halbschwer     | vor Lazar Ignatow, Bulgarien, Istvan Mihalek u. István Robotka, bde. Ungarn |
| 1980 | 5.    | EM in Prievidza                       | Halbschwer     | mit Siegen über Czesław Kwieciński u. Janos Fodor, Ungarn u. Niederlagen gegen Stojan Nikolow, Bulgarien u. Petre Dicu                                                                                       |
| 1980 | 12.   | OS in Moskau                          | Halbschwer     | mit einem Sieg über Christopher Andanson, Frankreich u. Niederlagen gegen Norbert Növényi u. Thomas Horschel, DDR                                                                                            |
| 1981 | 1.    | Intern. Turnier in Västerås           | Halbschwer     | vor Norbert Növényi, Frank Andersson, Waleri Dolgich, UdSSR, Thomas Horschel u. Uwe Sachs, BRD |
| 1981 | 1.    | TUL-Turnier in Helsinki               | Schwer         | vor Thomas Horschel, Juri Schanzowoi, UdSSR u. Vasile Andrei, Rumänien |
| 1981 | 4.    | EM in Göteborg                        | Halbschwer     | mit Siegen über Franz Pietschmann u. Atanas Komtschew, Bulgarien u. Niederlagen gegen Frank Andersson u. Georgios Pozidis                                                                                    |
| 1982 | 3.    | TUL-Turnier in Helsinki               | Schwer         | hinter Igor Tschantosow, UdSSR u. Vasile Andrei, vor Jörg Kotte, DDR |
| 1983 | 4.    | TUL-Turnier in Oulu                   | Schwer         | hinter Guram Gudeschauri, UdSSR, Vasile Andrei u. Risto Salopuro, Finnland |
| 1984 | 4.    | Welt-Cup in Seinäjoki                 | Schwer         | hinter Greg Gibson, USA, Wiktor Klimenko, UdSSR u. Vasile Andrei, vor Tsushima, Japan u. Samra, Ägypten |
| 1985 | 3.    | TUL-Turnier in Helsinki               | Schwer         | hinter Guram Gudeschauri u. Bogdan Dablonski, Ungarn, vor Perwi Kirow, Bulgarien |
| 1986 | 2.    | TUL-Turnier in Vantaa                 | Schwer         | hinter Vasile Andrei und vor Marcel Majtner, ČSSR |
| 1987 | 6.    | EM in Tampere                         | Schwer         | hinter Ilija Georgiew, Bulgarien, Vasile Andrei, Jörg Kotte, Josef Tertelj, Jugoslawien u. Igor Kanygin |
| 1989 | 8.    | EM in Oulu                            | Schwer         | Sieger: Andrzej Wroński, Polen vor Ion Ieremciuc, Rumänien, Wjatscheslaw Klimenko, UdSSR, Gerhard Himmel, BRD u. Jörg Kotte                                                                                  |
| 1994 | 19.   | WM in Tampere                         | Schwer         | Sieger: Andrzej Wroński vor Bakur Gogitidse, Georgien u. Heorhij Soldadse, Ukraine |

Erläuterungen
- alle Starts im griech.-röm. Stil, bis auf den extra gekennzeichneten Start im freien Stil bei den Olympischen Spielen 1976 in Montreal
- OS = Olympische Spiele, WM = Weltmeisterschaft, EM = Europameisterschaft
- Mittelgewicht, damals bis 82 kg, Halbschwergewicht bis 90 kg und Schwergewicht bis 100 kg Körpergewicht

## Finnische Meisterschaften
Keijo Manni gewann zwischen 1971 und 1991 33 finnische Meistertitel bei den Senioren in den Gewichtsklassen Mittel-, Halbschwer- und Schwergewicht, damals bis 82 kg, 90 kg und 100 kg Körpergewicht. 17 Titel gewann er im griechisch-römischen Stil, 16 im freien Stil.
- 1970, 3. Platz, FS, bis 90 kg, hinter Matti Laakso und Mauno Tuominen
- 1971, 1. Platz, FS, bis 90 kg, vor Tapani Keisala und Arvo Takala
- 1971, 2. Platz, GR, bis 90 kg, hinter Eero Tapola und vor Oiva Kaakko
- 1972, 1. Platz, FS, bis 82 kg, vor Pauli Tuuri und Erkki Haapala
- 1972, 1. Platz, GR, bis 90 kg, vor Veikko Koivumäki und Seppo Laitinen
- 1973, 1. Platz, FS, bis 90 kg, vor Caj Malmberg und Seppo Laitinen
- 1973, 1. Platz, GR, bis 90 kg, vor Caj Malmberg und Lauri Lassila
- 1974, 1. Platz, FS, bis 90 kg, vor Seppo Laitinen und Matti Riihioja
- 1974, 1. Platz, GR, bis 90 kg, vor Lauri Lassila und Seppo Laitinen
- 1975, 1. Platz, FS, bis 90 kg, vor Seppo Laitinen und Heikki Stark
- 1975, 1. Platz, GR, bis 90 kg, vor Jorma Penttinen und Asko Takala
- 1976, 1. Platz, FS, bis 90 kg, vor Jorma Haatainen und Asko Takala
- 1976, 2. Platz, GR, bis 90 kg, hinter Jorma Haatainen und vor Timo Räihä
- 1977, 1. Platz, FS, bis 90 kg, vor Seppo Laitinen und Jouko Knuutila
- 1977, 1. Platz, GR, bis 90 kg, vor Asko Takala und Hannu Kinnunen
- 1978, 1. Platz, FS, bis 90 kg, vor Jorma Haatainen und Jorma Santamäki
- 1978, 1. Platz, GR, bis 90 kg, vor Timo Räihä und Timo Perimäki
- 1979, 1. Platz, GR, bis 90 kg, vor Asko Takala und Toni Hannula
- 1980, 1. Platz, FS, bis 100 kg, vor Asko Takala und Veli-Matti Vaarala
- 1980, 1. Platz, GR, bis 90 kg, vor Hannu Kinnunen und Asko Takala
- 1981, 1. Platz, GR, bis 100 kg, vor Markku Salomäki und Heikki Stark
- 1982, 1. Platz, FS, bis 100 kg, vor Risto Salopuro und Jari Kettunen
- 1982, 1. Platz, GR, bis 100 kg, vor Risto Salopuro und Markku Salomäki
- 1983, 1. Platz, FS, bis 100 kg, vor Kari Lehtinen und Ari Lahtinen
- 1983, 1. Platz, GR, bis 100 kg, vor Risto Salopuro und Kari Lehtinen
- 1984, 1. Platz, FS, bis 100 kg, vor Risto Salopuro und Veli-Matti Vaarala
- 1984, 1. Platz, GR, bis 100 kg, vor Risto Salopuro und Veli-Matti Vaarala
- 1985, 1. Platz, FS, bis 100 kg, vor Jouko Knuutila und Heikki Jantunen
- 1985, 1. Platz, GR, bis 100 kg, vor Veikko Nissilä und Risto Salopuro
- 1986, 1. Platz, FS, bis 100 kg, vor Heikki Jantunen und Kari Lehtinen
- 1986, 1. Platz, GR, bis 100 kg, vor Heikki Jantunen und Risto Salopuro
- 1987, 1. Platz, FS, bis 100 kg, vor Jouko Knuutila und Ari Lahtinen
- 1987, 1. Platz, GR, bis 100 kg, vor Heikki Jantunen, Risto Remsu und Matti Moisala
- 1989, 1. Platz, GR, bis 100 kg, vor Toni Hannula und Heikki Jantunen
- 1990, 1. Platz, FS, bis 130 kg, vor Juha Ahokas und Jouko Knuutila
- 1991, 1. Platz, GR, bis 130 kg, vor Janne Virtanen und Pentti Mäkelä
- 1992, 2. Platz, GR, bis 130 kg, hinter Juha Ahokas und vor Heikki Stark